# Émile Pouget
Pour les articles homonymes, voir Pouget.
Émile Pouget, né à Pont-de-Salars le 12 octobre 1860 et mort à Palaiseau le 21 juillet 1931, est un militant anarchiste, antimilitariste et syndicaliste révolutionnaire français.
Fondateur de journaux libertaires comme Le Père peinard, La Sociale et La Révolution, il est secrétaire adjoint de la section des fédérations de la CGT de 1901 à 1908. En 1906, il participe à la rédaction de la charte d'Amiens, l'une des références théoriques du syndicalisme en France.

## Jeunesse et formation militante

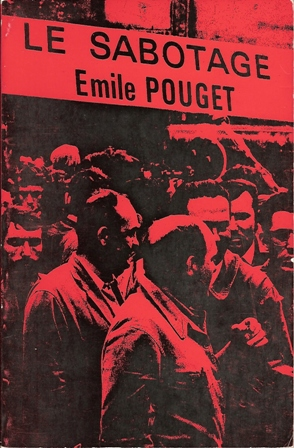
Couverture de la brochure Le Sabotage (réédition).

Fils de Jean Joseph Louis Pouget, notaire, et de Marie Clémentine Boissonnade, Jean Joseph Émile Pouget s’investit très tôt dans le mouvement ouvrier. Son père étant décédé, sa mère se remarie avec un employé des ponts et chaussées républicain et va résider à Salles-la-Source. Marqué à jamais par le procès des Communards de Narbonne qui se tient à Rodez, il affûte sa plume incisive et révoltée dès ses années lycéennes en fondant son premier journal, Le Lycéen républicain. 
Dès 1879, il participe à la création du Syndicat des employés du textile. En 1881, il rejoint un groupe d'anarchistes français au congrès international de Londres (en). Le 9 mars 1883, alors qu'il mène un cortège de « sans travail » des Invalides vers le boulevard Saint-Germain, trois boulangeries sont pillées. Il est arrêté place Maubert, alors qu'il tente de soustraire Louise Michel aux policiers. Il est ensuite condamné à huit ans de prison pour « pillage à main armée » et incarcéré entre 1883 et 1886 à la prison de Melun. Le catholique Albert de Mun était également présent lors de ces manifestations, comme le rappellera Jean Jaurès lors d'un débat concernant les lois scélérates.

## Création duPère Peinard

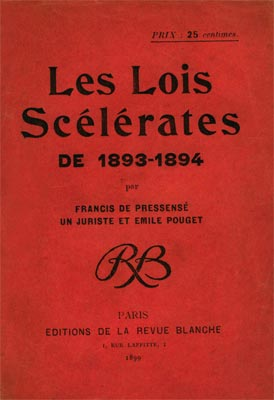
Les Lois scélérates de 1893-1894, Francis de Pressensé, Léon Blum (signant « un juriste ») et Émile Pouget, Éditions de La Revue Blanche, 1899.

En 1879, il participe à la création du premier syndicat d’employés à Paris. À partir du 24 février 1889, il édite un journal pamphlétaire, Le père Peinard. Dans cet hebdomadaire, il s’attache à éveiller les consciences ouvrières en dénonçant notamment l’illusion de la lutte politique. Il prône l’action directe et la grève générale comme instruments de lutte préalables à la révolution. En 1894, la répression des milieux anarchistes après l’assassinat du président Sadi Carnot et la mise en place des lois scélérates l’obligent à émigrer en Angleterre. Il est amnistié en 1895 et rentre alors en France. 
Au milieu des années 1890, alors que les anarchistes, à la suite de l’ère des attentats, restent divisés sur la question de savoir s’il leur faut ou non entrer dans les syndicats, Émile Pouget milite activement en faveur de leur entrée. Il s’y investit pleinement lui-même, jouant un rôle de plus en plus important au sein de la jeune Confédération générale du travail où il défend la tendance révolutionnaire du syndicalisme contre les réformistes. Il y fait notamment adopter en 1897 le principe du sabotage comme moyen d’action sur le patronat, et les revendications sur la journée de huit heures et le repos hebdomadaire (congrès de Bourges de 1904). Il prend aussi en charge, à partir de 1900, le premier organe de presse de la CGT, La Voix du Peuple.
En 1906, il participe à la rédaction de la motion qui sera adoptée par la CGT lors du congrès d’Amiens, connue depuis sous le nom de charte d'Amiens. Cette adoption signe la victoire — provisoire — du syndicalisme révolutionnaire au sein de la Confédération en affirmant l’autonomie syndicale vis-à-vis des partis politiques et en se fixant comme perspective, outre l’obtention d’améliorations immédiates pour les travailleurs, leur émancipation intégrale par l’abolition du salariat et l’expropriation capitaliste. 
Deux ans plus tard, il est arrêté avec 30 autres cadres cégétistes à la suite des grèves de Draveil-Villeneuve-Saint-Georges, et ne peut donc participer au Congrès de Marseille en octobre 1908, au cours duquel la confédération entérine une motion antimilitariste.
Il se marie, le 17 avril 1915 dans le 18e arrondissement de Paris, avec Augustine Caroline Jamaux (1867-1937).
Après avoir tenté, en 1909, de lancer un grand quotidien syndicaliste révolutionnaire, La Révolution, qui cesse rapidement faute de moyens, Émile Pouget se retire du mouvement syndicaliste et meurt en 1931. Pierre Monatte, Maurice Chambelland et Daniel Guérin assistent à son enterrement à Lozère.

## Antimilitariste
Condamné au procès de 1883 aussi pour la publication et la diffusion d'une brochure contre l'armée, il participera plus tard au journal antimilitariste La Guerre sociale fondé par Gustave Hervé en 1907.

## Célèbre maxime d'Émile Pouget
- « À mauvaise paye mauvais travail ! »[9], justifiant ainsi la pratique du sabotage.

## Œuvres

### Ouvrages
- Le Père Peinard, hebdomadaire, Paris, 1889-1900 (Pouget est le seul rédacteur des premiers numéros ; le texte intégral des no 1 à 23, février-juillet 1889, a été réédité par Denis Delaplace aux éditions Classiques Garnier en 2015).
- Almanach du Père Peinard, Paris, 1894 [lire en ligne]
- Almanach du Père Peinard, Paris, 1896 [lire en ligne]
- Almanach du Père Peinard, Paris, 1897 [lire en ligne]
- Almanach du Père Peinard, Paris, 1898 [lire en ligne]
- Comment nous ferons la Révolution, en collaboration avec Émile Pataud, Paris, J. Taillandier, 1909 [lire en ligne]
- L'action directe, Nancy, Édition du "Réveil ouvrier", coll. « Bibliothèque de documentation syndicale », 1910 [lire en ligne] (Texte réédité par les éditions le Flibustier)
- La Confédération générale du travail, Bibliothèque du Mouvement Prolétarien, Librairie des sciences politiques et sociales Marcel Rivière, Paris, 1910 [lire en ligne] sur Gallica, [lire en ligne] sur wikisource
- Le Parti du Travail
- Le Sabotage, Mille et une nuits, coll. « La petite collection », Paris, 2004  (ISBN 2842058569) [lire en ligne]
- Les Caractères de l'action directe
- Les lois scélérates de 1893-1894, en collaboration avec Francis de Pressensé et Léon Blum (signant « un juriste »), Paris, Éditions de la Revue blanche, 1899 [lire en ligne] (Texte réédité par les éditions le Flibustier)

### Articles
- Barbarie française, Le Père Peinard, no 45, 12 janvier 1890
- « Faramineuse consultation sur l'avenir », Almanach du Père Peinard, Paris, 1896
- « Jabotage entre bibi et un fiston », Almanach du Père Peinard, Paris, 1894
- « L'Automne », Almanach du Père Peinard, 1896
- « L'été », Almanach du Père Peinard, 1897
- « L'Hiver », Almanach du Père Peinard, 1897
- « Le Muselage Universel », Almanach du Père Peinard, 1896
- « Le Printemps », Almanach du Père Peinard, 1897
- « Le Sabotage », Almanach du Père Peinard, Paris, 1898
- « Les Lois Scélérates de 1893-1894 », Éditions de la Revue blanche, 1899
- « Patron assassin », Le Père Peinard, 4 juin 1893
- « Pourquoi et comment Le Père Peinard s'est bombardé Journaleux », Almanach du Père Peinard, 1894
- « Qu'on châtre la frocaille ! En attendant mieux », Le Monde libertaire, 31 janvier 2002
- « Un cochon », Le Père Peinard, 10 août 1890

### Anthologies
- Emile Pouget et Roger Langlais, Le Père peinard, Paris, Éditions Galilée, coll. « Coup pour coup », 1976, 344 p. (ISBN 978-2-718-60030-7 et 978-2-718-60037-6, OCLC 2492124).
- Émile Pouget, "Le Père Peinard" : un journal "espatrouillant" (1889-1900) : articles choisis, Paris, Les Nuits rouges, 2006, 407 p. (ISBN 978-2-913-11227-8, OCLC 421324953).